# Ahmet Davutoğlu
Ahmet Davutoğlu (Konya, 26 febbraio 1959) è un politico turco, primo ministro della Turchia dal 28 agosto 2014 al 24 maggio 2016.

## Biografia
Davutoğlu ha un master in Amministrazione pubblica e un PhD in Scienze politiche e Relazioni internazionali, entrambi i titoli sono stati ottenuti all'Università del Bosforo. È stato professore all'Università di Beykent a Istanbul, per poi iscriversi al Partito per la Giustizia e lo Sviluppo (AKP).

### Ministro degli Esteri
Davutoğlu è stato nominato ministro degli Esteri turco nel 2009, pur non essendo un membro del Parlamento. Dopo la sua ascesa come ministro di Stato, Davutoğlu ha proposto di rafforzare la Turchia quale nuovo punto di riferimento delle discussioni strategiche internazionali. Egli è stato definito da Foreign Policy come: "il cervello che sta dietro al risveglio globale della Turchia".
Il 30 marzo 2012, Davutoğlu ha incontrato il Patriarca maronita Béchara Boutros Raï, capo spirituale della più numerosa comunità cristiana del Libano e grande conoscitore della situazione politica mediorientale; da allora i due leader hanno programmato di incontrarsi di tanto in tanto nel corso degli anni per discutere di integrazione religiosa tra musulmani e la minoranza cristiana maronita in alcune province della Turchia meridionale.

### Primo Ministro
Dopo le elezioni presidenziali del 2014 in Turchia, vinte dall'allora Primo Ministro in carica, Recep Tayyip Erdoğan, il partito di maggioranza, l'AKP, ha indicato Davutoğlu quale nuovo premier; egli ha presentato il suo nuovo governo il 30 agosto 2014.

### Elezione a leader dell'AKP

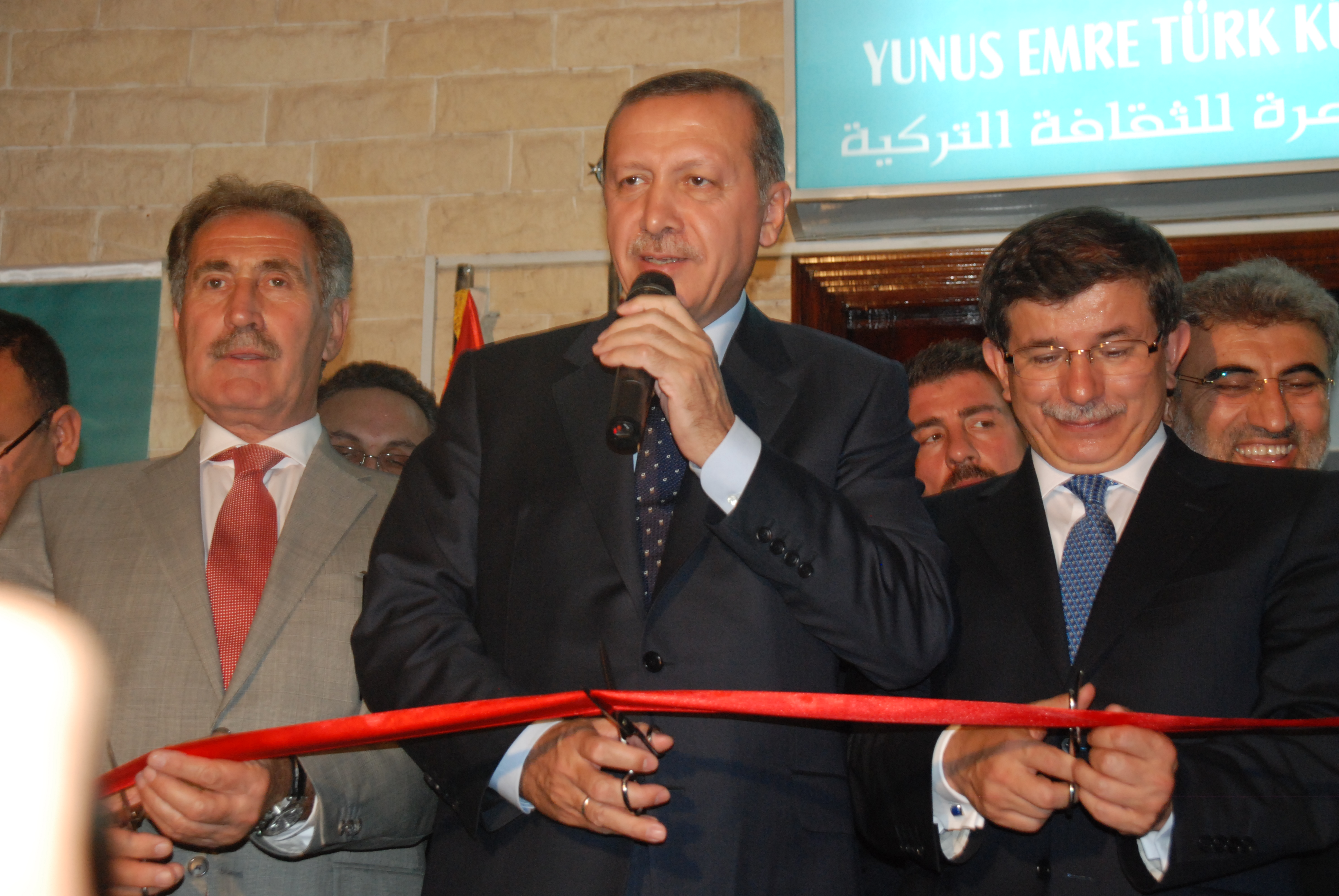
Davutoğlu con Recep Tayyip Erdoğan e Ertuğrul Günay all'apertura di un centro al Cairo
nel 2011

Dopo l'elezione di Recep Tayyip Erdoğan a presidente della Repubblica, la leadership dell'AKP divenne vacante per la prima volta nella storia del partito.
In una riunione presieduta dallo stesso Erdoğan della durata di svariate ore, Davutoğlu è stato proposto direttamente dal Comitato centrale esecutivo (MYK) del partito come nuovo candidato alla leadership.
Il 28 agosto 2014, Davutoğlu è risultato eletto all'unanimità con 1382 voti, potendo così procedere alla formazione del nuovo esecutivo. Nessun membro del Comitato centrale del partito ha espresso opposizione al governo o si è candidato come possibile rivale.
La proposta del MYK di eleggere Davutoğlu come capo del partito è attribuita a diversi fattori. Davutoğlu, infatti, aveva sostenuto con forza il primo ministro Erdoğan durante le rivolte di Piazza Taksim, ed è stato quindi visto come uno stretto alleato e un partner in grado di lavorare con armonia con Erdoğan dopo la sua elezione a Presidente della Repubblica.
In seguito a un acuirsi di scontri con il presidente turco Erdogan, il 5 maggio decide di rimettere l'incarico e dimettersi, un atto che secondo la maggior parte degli analisti e commentatori rappresenta la pietra tombale del residuo pluralismo interno dell'AKP e la definitiva deriva autoritaria sotto l'egida del Presidente della Repubblica Recep Tayyip Erdoğan. Le dimissioni diventano effettive il 24 maggio successivo, con la nomina del successore Binali Yıldırım.

### Partito del Futuro
Dopo la rottura con Recep Tayyip Erdoğan, fuoriesce dall'AKP e fonda il Partito del Futuro, partito di orientamento islamico conservatore.

## Alcune pubblicazioni
- Alternative Paradigms: The Impact of Islamic and Western Weltanschauungs on Political Theory. University Press of America, 1993
- Civilizational Transformation and the Muslim World. Quill, 1994
- Stratejik derinlik: Türkiye'nin uluslararası konumu. Küre Yayınları, 2001
- Osmanlı Medeniyeti: Siyaset İktisat Sanat. Klasik, 2005
- Küresel Bunalım. Küre, 2002